# Urbanova
Urbanova es un núcleo de población de Alicante (España), situado entre la playa de los Saladares y el espacio natural protegido del saladar de Agua Amarga. Pertenece al barrio alicantino de El Palmeral-Urbanova-Tabarca. Se sitúa en el extremo sur del término municipal de Alicante, muy cerca del término municipal de Elche, especialmente de la pedanía de El Altet y su aeropuerto.
Urbanova fue originariamente concebida como una zona residencial por la promotora y constructora Urbincasa en 1972. Destaca por su equilibrio entre el desarrollo residencial y la conservación del entorno natural, situándose en un área de alto valor biogeográfico debido a su historia salinera. A pesar de su ubicación periférica respecto a Alicante, ha experimentado un crecimiento controlado, evitando la especulación urbana masiva, y sigue siendo valorada por su ubicación junto al mar y su exclusividad. No obstante, el activismo vecinal ha sido fundamental en la defensa de los intereses de los residentes, que ha abogado por mejoras en el transporte, el medio ambiente y el acceso a servicios básicos.